# Eric Weissberg
Eric Weissberg (* 16. August 1939 in New York; † 22. März 2020 in Michigan) war ein US-amerikanischer Countrymusiker. Obwohl er an zahlreichen Musikprojekten beteiligt war und für viele namhafte Musiker als Studiomusiker arbeitete, hatte er selbst nur einen großen Hit. Seine Version des Instrumentals Dueling Banjos zusammen mit Steve Mandell war 1973 ein Millionenseller und Nummer-2-Hit. Das zugehörige Album erreichte Platz 1.

## Biografie

### Anfänge
Eric Weissberg studierte an der University of Wisconsin und anschließend in seiner Geburtsstadt New York an der Juilliard School of Music. Nach dem Abschluss traf er sich mit Freunden, die sich ebenfalls für Country- und Bluegrass-Musik interessierten, im Washington Square Park, wo sie als Straßenmusiker auftraten. Daraus entstand mit Bob Yellin und John Herald 1958 seine erste Band Greenbriar Boys. Doch es war nur ein kurzlebiges Engagement, im Jahr darauf trat er solo beim Newport Folk Festival auf und begann unter anderem für Tommy Makem und Cisco Houston als Studiomusiker zu arbeiten.
Weissberg machte auch eigene Aufnahmen und veröffentlichte 1963 zusammen mit einem der New Yorker Freunde, Marshall Brickman, beim Label Elektra das Album New Dimensions in Banjo and Bluegrass. Er und Brickman schlossen sich in den 1960er Jahren auch den Tarriers um Bob Carey an. Die Band hatte 1956 zwei Top-10-Hits gehabt und seitdem zwei der ursprünglichen Mitglieder verloren. Sie nahmen auch ein Album auf, das allerdings das letzte der Band vor der Auflösung war. Danach spielte er mit der Blue Velvet Band, die 1969 das Album Sweet Moments bei Warner herausbrachte.

### Dueling Banjos
Seine Hauptarbeit blieb aber die Studiotätigkeit und er wurde zu einem gefragten Begleitmusiker für namhafte Interpreten wie John Denver, Melanie und Barbra Streisand. In den frühen 1970ern bekam er außerdem den Auftrag für die Filmmusik zu Beim Sterben ist jeder der Erste, der Verfilmung des Buchs Flussfahrt von James Dickey. In einer Filmszene trifft ein Stadtbewohner auf dem Land einen stummen Jungen und baut über die Musik mit ihm eine Verbindung auf. Er hatte die Idee, dafür das Stück Feudin’ Banjos von Arthur Smith zu verwenden, da darin zwei Banjospieler aufeinander antworten. Für den Filmsoundtrack nahm er das Lied zusammen mit Steve Mandell auf.
Als der Film 1972 erschien und die Szene besonders gut ankam, beschlossen Warner, den Filmsong unter dem Titel Dueling Banjos zu veröffentlichen. Sie gingen sogar noch weiter und kauften die Rechte an dem 1963er Album mit Brickman, ersetzten zwei Songs durch Dueling Banjos und die Single-B-Seite und veröffentlichten es als Dueling Banjos: From the Original Motion Picture Soundtrack of ‘Deliverance’ and Additional Music neu. Weissberg erfuhr erst im Nachhinein davon. Der Song wurde ein Charthit, in den Billboard-Charts kam er zwar nicht an Killing Me Softly with His Song von Roberta Flack vorbei, er hielt sich aber vier Wochen auf Platz 2 und verkaufte sich über eine Million Mal. Eine halbe Million Exemplare wurden von dem Album verkauft, das Platz 1 der offiziellen und der Country-Charts einnahm. Bei den Grammy Awards 1974 wurde Dueling Banjos als bestes Country-Instrumental ausgezeichnet.
Weissberg nutzte die Popularität des Songs und ging mit einer Begleitband, die er nach dem Originaltitel des Films Deliverance nannte, auf Tour. Er nahm auch für Warner mit den Musikern das Album Rural Free Delivery auf, das sich allerdings nur am Ende der Charts einreihte. Die Band hatte einige Zeit Bestand und 1975 mit einer Aufnahme von Yakety Yak noch einen kleineren Countryhit, dann ging aber auch das wieder zu Ende und er konzentrierte sich erneut auf seine Studioarbeit.
Bis zum Ende der 1990er Jahre blieb er aktiv und unterstützte viele Stars der Musikszene wie die Talking Heads, Art Garfunkel, Earl Klugh, Peter, Paul and Mary, David Byrne, Judy Collins, Robert James Waller und Bette Midler. In den späteren Jahren begleitete er Garfunkel auch als Tourmusiker und bekam dabei regelmäßig einen Auftritt mit Dueling Banjos. Eric Weissberg starb 2020 im Alter von 80 Jahren.

## Diskografie
Alben
- Banjos, Banjos, and More (mit Dick Weissman & Billy Faier, 1957)
- New Dimensions in Banjo and Bluegrass (mit Marshall Brickman und anderen, 1963)
- Sunny’s Gallery of Folk Ballads (mit Sunny Schwartz und Fred Hellerman, 1963)
- Dueling Banjos: From the Original Motion Picture Soundtrack of ‘Deliverance’ and Additional Music (mit Marshall Brickman und Steve Mandell, 1973)
- Rural Free Delivery (mit Deliverance, 1973)
- Songs of Rebellion (mit Jim Burroughs & Deliverance, 1976)
- Frederick Hand’s Baroque and On the Street (mit Frederick Hand, 1981)
- Feuding Banjos (mit Roger McGuinn & Mason Williams, 1995)